# Мізгірьова Ольга Хомівна
Ольга Хомівна Мізгірьова — туркменська художниця і ботанік.
Ольга Мізгірьова народилася в Ташкенті в 1908 році. Потім її сім'я переїхала в селище Кара-Кала на заході Туркменістану. З юності цікавилася живописом. Поступила в 1920 році в експериментальну школу мистецтв в Ашхабаді, яка отримала пізніше назву «Ударна школа мистецтв Сходу». Олександр Владичук, директор школи, став її чоловіком . Її мистецтво було засноване на традиційних туркменських мотивах, пофарбованих у яскраві кольори. Її картини «Спека», «Чотири дружини», «Туркменські дівчатка», «Творчість килимомайстрині» виставлені в Музеї образотворчих мистецтв Туркменістану .
У 1934 році Мізгірьова отримала замовлення з Голландії на виконання декількох тисяч ілюстрацій тюльпанів з колекції академіка Миколи Івановича Вавилова. Вона повернулася до свого рідного селища, і почала працювати в якості лаборанта в Туркменській дослідній станції Всесоюзного інституту рослинництва. З 1944 по 1981 рік Ольга Мізгірьова була директором дослідної станції Всесоюзного інституту рослинництва . Завдяки зусиллям Ольги Хомівни Мізгірьової та інших вчених в 1979 році був організований Сюнт-Хасардагський заповідник.
Мізгірьова виявила в 1938 році і описала в 1942 році новий вид рослин — мандрагора туркменська (Mandragora turcomanica) — рідкісний вид мандрагори в Південно-Західному Копетдазі . Автор близько п'ятдесяти наукових статей. Мізгарьова відзначена двома орденами Трудового Червоного Прапора, двома орденами «Знак Пошани», їй присвоєно звання «Заслужений агроном Туркменістану» .